# Microstylum decretus
Microstylum decretus är en tvåvingeart som först beskrevs av Walker 1860. Microstylum decretus ingår i släktet Microstylum och familjen rovflugor.
Artens utbredningsområde är Myanmar. Inga underarter finns listade i Catalogue of Life.